# Lagotis kunawurensis
Lagotis kunawurensis är en grobladsväxtart som beskrevs av Franz Josef Ivanovich Ruprecht. Lagotis kunawurensis ingår i släktet Lagotis och familjen grobladsväxter. Utöver nominatformen finns också underarten L. k. sikkimensis.